# 리베카 젱킨스

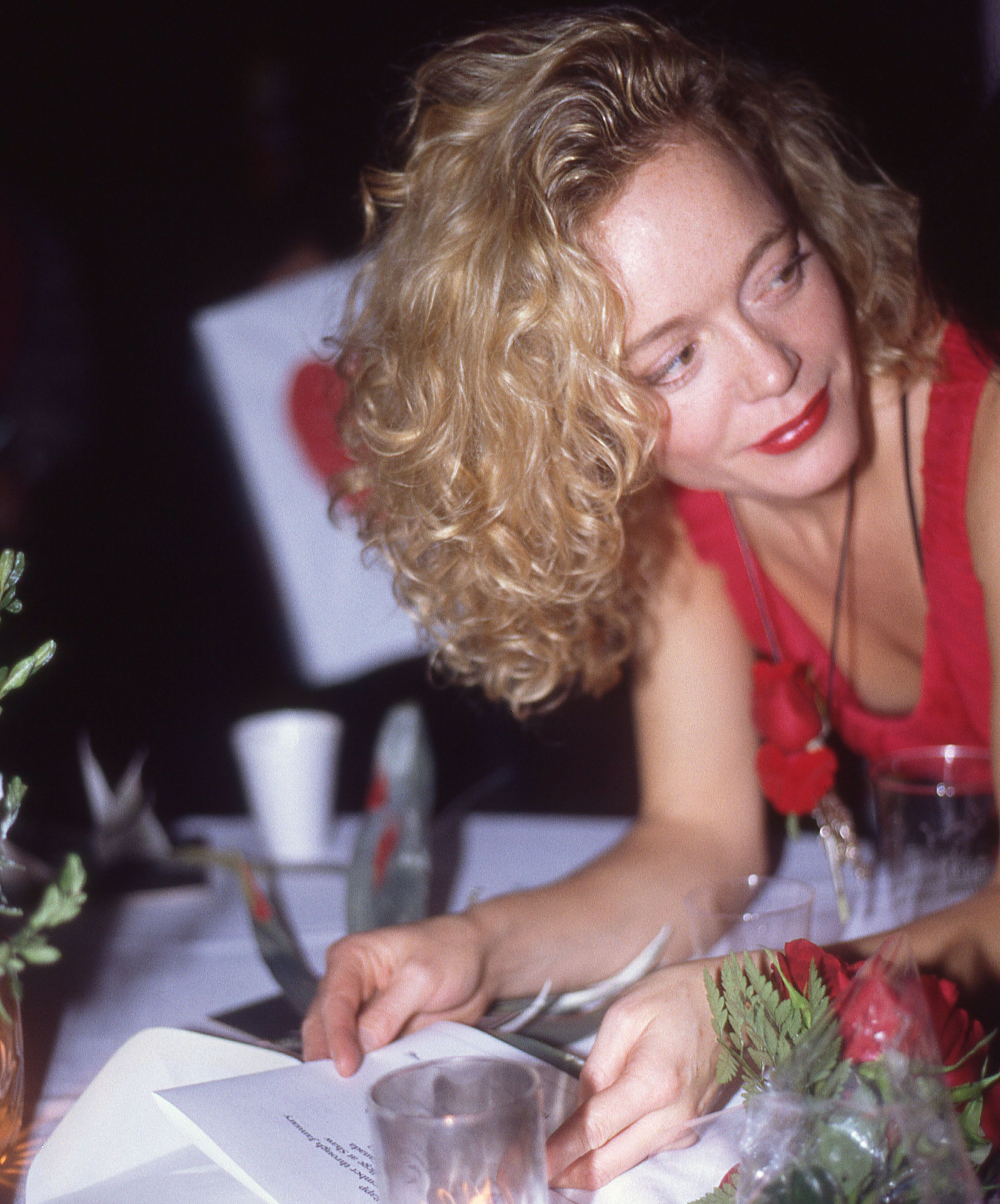

리베카 젱킨스(영어: Rebecca Jenkins, 1959년 1월 1일 ~ )는 캐나다의 배우, 가수이다.

## 출연 작품
- 우리가 들려줄 이야기 (2013년) - 다이앤 폴리 역
- 아버지와 아들 (2010, Fathers & Sons)
- 본드 오브 사일런스 (2010년)
- 콜 (2009년)
- 홀 뉴 띵 (2005년) - 카야 역
- 천국에서 만난 다섯 사람 (2004년)
- 원더풀 윌비 (2004년) - 산드라 앤더슨 역
- 대지진 10.5 (2004) - 칼라 윌리엄스 주지사 역
- 리퍼브릭 오브 러브 (2003년) - 매브 역
- 패스트 퍼펙트 (2002년)
- 마리온 브리지 (2002년)
- 인터스테이트 (2002년)
- 내야의 천사들 (2000년)
- 하이테크 살인 (1992년)
- 밥 로버츠 (1992년)
- 아더는 영혼을 살해했다 (1992년)
- 대로우 (1991년)
- 바이 바이 블루스 (1989년)

### 텔레비전
- 인투 더 웨스트 (2005)